# Hat Island
Hat Island az Amerikai Egyesült Államok északnyugati részén, Washington állam Snohomish megyéjében, a Hat-szigeten (más néven Gedney-sziget) elhelyezkedő település.
Hat Island önkormányzattal nem rendelkező, úgynevezett statisztikai település; a Népszámlálási Hivatal nyilvántartásában szerepel, de közigazgatási feladatait Snohomish megye látja el. A 2010. évi népszámlálási adatok alapján 41 lakosa van.
A Gedney-szigetet először Archibald Menzies természettudós, a Wilkes-expedíció tagja említi. Bizonyos források szerint a szigetet Charles Wilkes nevezte el Thomas R. Gedney hadnagyról, azonban más feljegyzések szerint a névadó John B. Gedney vagy Jonathon Haight Gedney. A sziget a Hat nevet kalapra emlékeztető formája miatt kapta.
Everett és a Hat-sziget között személykomp közlekedik.

## Fordítás
- Ez a szócikk részben vagy egészben  a   Hat Island, Washington című angol Wikipédia-szócikk ezen változatának fordításán alapul.  Az eredeti cikk szerkesztőit annak laptörténete sorolja fel. Ez a jelzés csupán a megfogalmazás eredetét és a szerzői jogokat jelzi, nem szolgál a cikkben szereplő információk forrásmegjelöléseként.